# Egon Schallmayer

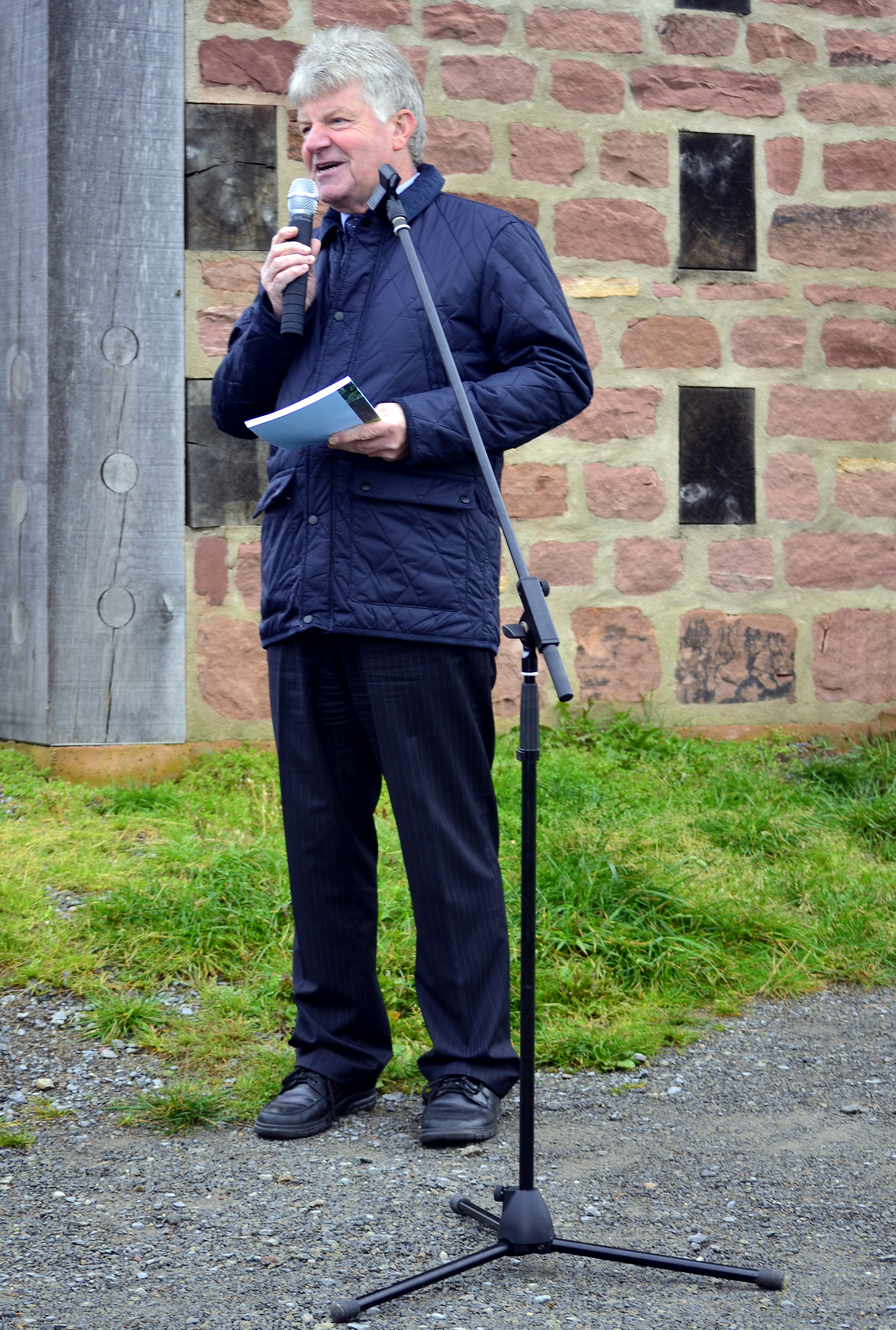
Egon Schallmayer bei der Präsentation einer Publikation,
Vielbrunn, 9. Oktober 2012

Egon Schallmayer (* 30. September 1951 in Rödermark) ist ein deutscher Provinzialrömischer Archäologe.
Nach einer Lehre als Bankkaufmann studierte Schallmayer von 1973 bis 1979 an der Universität Frankfurt am Main die Fächer Geschichte und Kultur der römischen Provinzen (Provinzialrömische Archäologie), Vor- und Frühgeschichte, mittelalterliche Geschichte und Germanistik. 1979 wurde er mit der Arbeit Das römische Dieburg und seine Gräberfelder promoviert. Von 1979 bis 1995 war er als Konservator in der Abteilung Archäologische Denkmalpflege des Landesdenkmalamtes Baden-Württemberg in Karlsruhe tätig. Zuletzt war er hier als Oberkonservator Gebietsreferent für die Archäologische Denkmalpflege des Regierungsbezirkes Karlsruhe.
Ab 1995 war Schallmayer Direktor des Saalburgmuseums in Bad Homburg vor der Höhe und von 2001 bis 2013 zudem Landesarchäologe des Bundeslandes Hessen. Von 1996 bis 2002 amtierte er als Vorsitzender des West- und Süddeutschen Verbandes für Altertumsforschung. Im Jahr 2003 wurde er Gründungsmitglied und später stellvertretender Vorsitzender der Deutschen Limeskommission. Ebenfalls seit 2003 war er auch stellvertretender Vorsitzender des Verbandes der Landesarchäologen, Mitherausgeber der Zeitschrift Archäologie in Deutschland und Herausgeber des Saalburg Jahrbuches sowie der Fundberichte aus Hessen und weiterer Reihen und Einzelpublikationen der hessenARCHÄOLOGIE. Nach Lehraufträgen an den Universitäten Heidelberg, Frankfurt am Main und Marburg bekleidet er seit 2001 eine Honorarprofessur an der Universität zu Köln. Schallmayer ist ordentliches Mitglied des Deutschen Archäologischen Instituts und Mitglied der Historischen Kommission für Hessen.
Schallmayer gilt als einer der international renommiertesten Experten auf dem Bereich der Limesforschung. Nach seiner Berufung zum Leiter des Saalburgmuseums reorganisierte er das Museum und seit der Übernahme der Landesarchäologie die hessische archäologische Denkmalpflege unter der Marke hessenARCHÄOLOGIE. Unter seiner Ägide entstand die Keltenwelt am Glauberg mit dem Neubau des Keltenmuseums. Beteiligt war er an der Erstellung des Limesententwicklungsplanes Hessen. Bereits 1985 wurde er als erster Preisträger mit dem Eduard-Anthes-Preis ausgezeichnet. 2005 erhielt er für seine Leistungen auf dem Gebiet der hessischen Heimatforschung, die er neben seiner eigentlichen Arbeit als wichtiges Betätigungsfeld betrachtet, den „Saalburgpreis für Geschichts- und Heimatpflege des Hochtaunuskreises“. Im Jahr 2011 würdigte das Land Hessen sein besonderes Engagement auf den genannten Arbeitsfeldern mit der Goethe-Plakette.
Mitte Juni 2013 wurde Schallmayer in den Ruhestand verabschiedet. Anlässlich seines 65. Geburtstages widmeten über 30 Kollegen mit Beiträgen über ihre aktuellen Forschungen Egon Schallmayer eine Festschrift.

## Schriften
- Der Odenwaldlimes. Vom Main bis an den Neckar. Theiss, Stuttgart 1984, ISBN 3-8062-0328-8.
- mit Dietrich Lutz: 1200 Jahre Ettlingen. Archäologie einer Stadt (= Archäologische Informationen aus Baden-Württemberg. Heft 4). Gesellschaft für Vor- und Frühgeschichte in Württemberg und Hohenzollern, Stuttgart 1988.
- Aquae – das römische Baden-Baden (= Führer zu archäologischen Denkmälern in Baden-Württemberg. Band 11). Theiss, Stuttgart 1989, ISBN 3-8062-0555-8.
- mit Kordula Eibl, Joachim Ott, Gerhard Preuß und Esther Wittkopf: Der römische Weihebezirk von Osterburken I: Corpus der griechischen und lateinischen Beneficiarier-Inschriften des Römischen Reiches (= Forschungen und Berichte zur Vor- und Frühgeschichte in Baden-Württemberg. Band 40). Konrad Theiss, Stuttgart 1990, ISBN 3-8062-0854-9.
- mit Gerhard Preuß: Von den Agri Decumates zum Limes Dacicus. Bericht über eine Reise nach Rumänien (= Saalburg-Schriften. Band 1). Saalburgmuseum, Bad Homburg 1995, ISBN 3-931267-00-8.
- Hundert Jahre Saalburg. Vom römischen Grenzposten zum europäischen Museum (= Zaberns Bildbände zur Archäologie/Sonderheft der Antike Welt). von Zabern, Mainz 1997, ISBN 3-8053-2359-X.
- als Hrsg.: Traian in Germanien, Traian im Reich. Bericht des Dritten Saalburgkolloquiums (= Saalburg-Schriften. Band 5). Saalburgmuseum, Bad Homburg 1999, ISBN 3-931267-04-0.
- Der Limes. Die deutsche Limes-Straße vom Rhein bis zur Donau. Theiss, Stuttgart 2000, ISBN 3-8062-1461-1.
- als Hrsg.: Limes Imperii Romani. Beiträge zum Fachkolloquium „Weltkulturerbe Limes“, November 2001 in Lich-Arnsburg (= Saalburg-Schriften. Band 6). Saalburgmuseum, Bad Homburg 1999, ISBN 3-931267-05-9.
- Der Limes. Geschichte einer Grenze (= C. H. Beck Wissen. Band 2318). Beck, München 2006, ISBN 3-406-48018-7.
- Der Odenwaldlimes. Entlang der römischen Grenze zwischen Main und Neckar. Theiss, Stuttgart 2010, ISBN 978-3-8062-2309-5.
- als Hrsg.: Der Odenwaldlimes. Neueste Forschungsergebnisse. Beiträge zum wissenschaftlichen Kolloquium am 19. März 2010 in Michelstadt (= Saalburg-Schriften. Band 8). Saalburgmuseum, Bad Homburg 2012, ISBN 978-3-931267-07-0.
- Das römische Dieburg und seine Gräberfelder. Stadt Dieburg. Der Magistrat, Dieburg 2018, ISBN 978-3-941823-25-9 (zugleich Dissertation, Universität Frankfurt am Main 1979).